# 飯田市立高陵中学校
飯田市立高陵中学校（いいだしりつ こうりょうちゅうがっこう）は、長野県飯田市上郷黒田にある公立中学校。